# Waterford United Football Club 2011
Questa voce raccoglie le informazioni riguardanti il Waterford United nelle competizioni ufficiali della stagione 2011.

## Maglie e sponsor
Le divise della squadra, interamente di colore blu, recano sulla maglia lo sponsor 3.
| Manica sinistra · Maglietta · Manica destra · Pantaloncini · Calzettoni |

## Rosa
| N. |                    | Ruolo | Calciatore        |
| -- | ------------------ | ----- | ----------------- |
| 1  | Irlanda (bandiera) | P     | Kevin Burns       |
| 2  | Irlanda (bandiera) | D     | Séamus Long       |
| 3  | Irlanda (bandiera) | D     | Michael Coady     |
| 4  | Irlanda (bandiera) | D     | Kevin Murray      |
| 5  | Irlanda (bandiera) | D     | Kenny Browne      |
| 6  | Irlanda (bandiera) | C     | Paul Phelan       |
| 7  | Irlanda (bandiera) | C     | Conor Sinnott     |
| 9  | Irlanda (bandiera) | A     | Willie John Kiely |
| 10 | Irlanda (bandiera) | A     | Paul Murphy       |
| 12 | Irlanda (bandiera) | C     | Brian Nolan       |
| 13 | Irlanda (bandiera) | C     | Lee Chin          |

| N. |                     | Ruolo | Calciatore         |
| -- | ------------------- | ----- | ------------------ |
| 14 | Irlanda (bandiera)  | D     | Paul Carey         |
| 15 | Irlanda (bandiera)  | A     | Gary Keane         |
| 16 | Irlanda (bandiera)  | C     | Gary Dunphy        |
| 17 | Irlanda (bandiera)  | C     | Dwayne Wilson      |
| 20 | Irlanda (bandiera)  | P     | Sean Barron        |
| 22 | Irlanda (bandiera)  | C     | Adam McSherry      |
| 24 | Irlanda (bandiera)  | D     | David Breen        |
| 39 | Irlanda (bandiera)  | A     | Sean Maguire       |
| 40 | Lituania (bandiera) | C     | Arminas Balevicius |
| 41 | Irlanda (bandiera)  | C     | Paul Walsh         |